# مسجد عائشة بكار
مسجد عائشة بكَّار هو أحد مساجد مدينة بيروت. يقع في محلَّة عائشة بكَّار بمنطقة المصيطبة، وهو المسجد الوحيد في المدينة المذكورة الذي سُمي على اسم امرأة، بحسب المُؤرِّخ البيروتي الدكتور حسَّان حلَّاق. سُمي المسجد نسبةً إلى عائشة خليل الصيداني، زوجة مُحمَّد بكَّار، صاحبة دُكَّانٍ مُتواضع في المنطقة كانت تبيعُ فيه بعض الحاجيَّات. وامتلكت هذه المرأة أرضًا صغيرةً في المنطقة ذاتها، أوقفتها وزوجها وأوصت بِتحويلها إلى مسجد. وبعد وفاتها، عمل أهالي المنطقة بِوصيَّتها وبنوا المسجد من أموالها وأموال المُحسنين على قطعة الأرض المذكورة، التي عُرفت بِـ«العقار رقم 183 مصيطبة»، واكتمل البناء سنة 1357هـ المُوافقة لِسنة 1938م، بِمساحة 84 متر مُربَّع.
وفي سنة 1394هـ المُوافقة لِسنة 1974م، رغب إمام المسجد الشيخ أحمد عسَّاف بِتجديد عمارة المسجد وتوسعته، فهُدم المبنى القديم وتكفَّلت جمعيَّة بناء وترميم المساجد في بيروت بِرئاسة الشيخ أحمد العجوز ولجنة من المحلَّة بِرئاسة الشيخ عسَّاف والوزير مُحمَّد كنيعو، ببناء المسجد الجديد. كما ساهمت نزيهة حمزة كنيعو، زوجة الوزير المذكور، بالإشراف على جُدرانيَّات المسجد. تولَّى المُهندس جعفر طوقان تخطيط المبنى الجديد وتوسيعه، فجعل مصادر الإنارة مخفيَّة عن الجالس داخل المسجد، عبر إخفاء الفتحات الزُجاجيَّة الطوليَّة وراء الجُدران، وجعل فُتحةً زُجاجيَّةً أُخرى تمتد على ارتفاع السقف لينبعث الضوء منها باتجاه المحراب. ونُقشت زخرفاتٌ تجريديَّةٌ على حائط المسجد المُقابل لِلمدخل، وأُلبس المنبر خشب السنديان البُني. أُلحق بِالمسجد المُعاصر مُصلَّى لِلنساء ومكتبة، إضافةً إلى قاعة مُحاضرات وحديقة صغيرة.
أبرز معالم المسجد هي مئذنته التي أُعيد بناءها سنة 1370هـ، قبل إعادة بناء المبنى الأصل، فارتفعت 35 مترًا، بحيثُ بدا المسجد معها لافتًا للنظر بتواضعه الشديد وضآلة حجمه بالنسبة لِلمئذنة، الأمر الذي شكَّل دافعًا إضافيًّا لِتوسيع المسجد نفسه حتَّى يبدو مُتناسقًا مع الطراز الحديث لِمئذنته. وفي شهر رمضان 1431هـ المُوافق فيه شهر آب (أغسطس) 2010م، أُعيد تحديث المسجد مرَّةً أُخرى بتبرُّعٍ من جمعيَّة العزم والسعادة الإجتماعيَّة.